# جایزه هولبرگ
جایزهٔ هولبرگ جایزه‌ای سالانه است، برای اندیشمندان علوم انسانی که به نام لودویگ هولبرگ نامیده شده.

## برندگان
- ۲۰۰۴ ژولیا کریستوا
- ۲۰۰۵ یورگن هابرماس
- ۲۰۰۶ اشموئل آیزنسدات
- ۲۰۰۷ رونالد دورکین
- ۲۰۰۸ فردریک جیمسون
- ۲۰۰۹ ایان هکینگ
- ۲۰۱۰ ناتالی زمون دیویس
- ۲۰۱۱ یورگن کوکا
- ۲۰۱۲ مانوئل کاستلز
- ۲۰۱۳ برونو لاتور
- ۲۰۱۴ مایکل کوک
- ۲۰۱۵ مارینا وارنر
- ۲۰۱۶ استیون گرینبلت
- ۲۰۱۷ اونرا اونیل
- ۲۰۱۸ کس سانستاین
- ۲۰۱۹ پل گیلروی
- ۲۰۲۰ گریزلدا پولاک
- ۲۰۲۱ مارتا نوسبوم
- ۲۰۲۲ شیلا جاسانوف